# Colocense flórajárás
A Mezőföldet és a Solti-síkságot magába foglaló Colocense flórajárás az Eupannonicum flóravidék részeként a Duna két partján terül el. Ide tartozik a folyó árterülete Budapesttől Bajáig, illetve Mohácsig, azon túl pedig a jobb part löszhátai és homokpusztái, a Duna–Tisza közének turjánvidéke és a teljes Solti-síkság. Felépítése változatos, éghajlata pedig meglehetősen kontinentális. Az egész flórajárás az erdős sztyepp övbe tartozik.
A Mezőföld löszterületeinek igazi ritkasága a tátorján (Crambe tataria), aminek több új lelőhelyét fedezték fel 2000-es években. Még nagyobb botanikai érdekesség az országban csak itt található borzas macskamenta (Nepeta parviflora). A változatos arculatú turjánvidék éger-kőris láperdei (Fraxino pannonicae-Alnetum), mocsarai, láprétei számos ritkaságnak nyújtanak oltalmat. Ilyenek az orchideák hazai képviselői közül a bangó fajok (Ophrys sp.), továbbá a vidrafű (Menyanthes trifoliata) és a lápi csalán (Urtica kioviensis). A flórajárást színesítik a Solti-síkság sziki zsázsás és a Velencei-tó környékének bagolyfüves (Glaux maritima) szoloncsák szikesei, a Velencei-tó védett ingólápja és a Mezőföld elszigetelt homokfoltjainak (Vajta, Németkér) gazdag homokpuszta flórája.

## Tájegységei

### Mezőföld
Túlnyomórészt kultúrtáj. Déli részét jobbára meszes homok borítja, északi részét lösz fedi. Természetszerű erdők (fűz- és égerlápok, gyertyános-tölgyesek és gyöngyvirágos tölgyesek) már csak a paksi homokterületen találhatók.
Jellegzetes élőhelyek és növényfajok:
- Dunára néző, meredek löszfalak (Érd, Dunaföldvár, Paks):
  - heverő seprőfű (Kochia prostrata);

- löszpuszták (Észak-Mezőföld):
  - tátorján (Crambe tataria) – Bölcske, Dunaföldvár, Balatonkenese,
  - pamacslaboda (Krascheninnikovia ceratoides, syn. Eurotia ceratoides) – Nagyhörcsökpuszta (nemrég kihalt!),
  - kis macskamenta (Nepeta parviflora);

- homokpuszták (Dél-Mezőföld):
  - osztrák sárkányfű (Dracocephalum austriacum) ‑ Bikács (nemrég kihalt!);

- szoloncsák szikesek (Velencei-tó, Észak-Mezőföld):
  - pozsgás zsázsa (Lepidium cartilagineum = L. crassifolium);

- paksi homokvidék lápjai:
  - európai zergeboglár (Trollius europaeus),
  - vidrafű (Menyanthes trifoliata).

### Solti-síkság
Felszínét főleg fiatal öntéshomok borítja.
Jellegzetes élőhelyek és növényfajok:
- láperdők a turjánvidéken, Budapesttől délkeletre, Ócsa környékén:
  - lápi csalán (Urtica kioviensis);

- kiszáradó láprétek a turjánvidéken:
  - légybangó (Ophrys insectifera),
  - szarvas bangó (Ophrys cornuta);

- tölgy-kőris-szil ligetek a Duna mellett (főleg Csepel-sziget és Gemenc):
  - ligeti szőlő (Vitis sylvestris),
  - fürtös gyűrűvirág (Carpesium abrotanoides),
  - borostás sás (Carex strigosa),
  - fekete galagonya (Crataegus nigra) – endemikus faj;

- szoloncsák szikesek (Kunszentmiklós, Szabadszállás):
  - pozsgás zsázsa (Lepidium cartilagineum = L. crassifolium).